# Politechnika Koszalińska

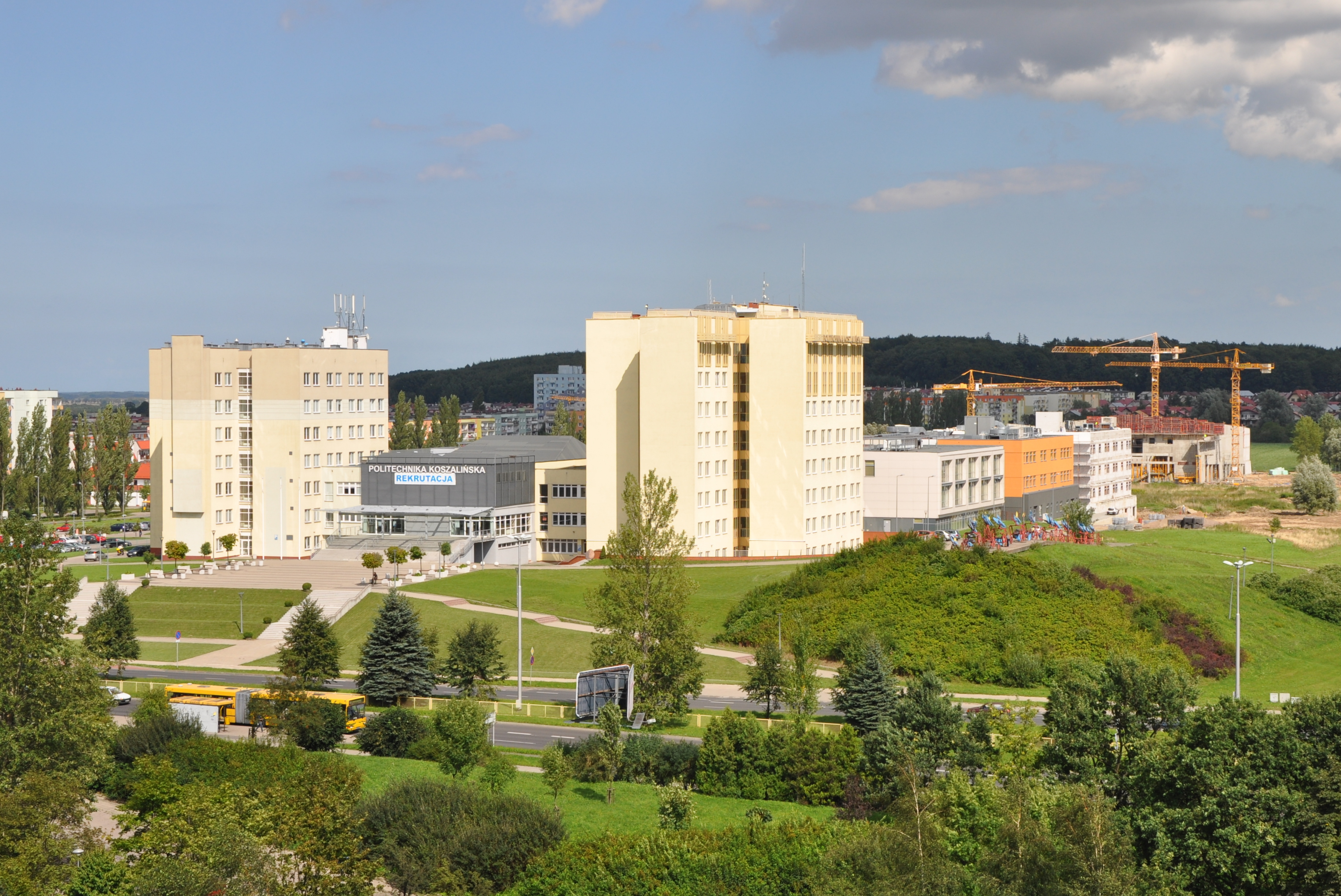
Rozbudowa kampusu (2010)

Politechnika Koszalińska – państwowa politechnika utworzona w 1968 w Koszalinie jako Wyższa Szkoła Inżynierska w Koszalinie; od 1996 nosi obecną nazwę.

## Kampusy i domy studenckie
Uczelnia posiada cztery domy studenckie: DS1 – Hades, DS2 – Olimp, DS3 – Neptun, DS4 – Zeus, zlokalizowane na Osiedlu Akademickim przy ulicy Rejtana. Umożliwiają one zakwaterowanie w pokojach jedno, dwu i trzyosobowych. Na osiedlu znajduje się również klub studencki „Kreślarnia”. Przy ulicy Kwiatkowskiego Politechnika prowadzi „Hotel Asystenta”.
Politechnika Koszalińska dzieli się na pięć kampusów:
1. Kampus Śniadeckich – zlokalizowany przy ulicy Śniadeckich w Koszalinie, składa się z 9 budynków. Znajduje się tam m.in. Rektorat, Szkoła Doktorska, Wydział Elektroniki i Informatyki oraz Wydział Inżynierii Lądowej, Środowiska i Geodezji.
2. Kampus Racławicka – zlokalizowany przy ulicy Racławickiej w Koszalinie, składa się z 10 budynków. Znajduje się tam m.in. Wydział Mechaniczny oraz Wydział Architektury i Wzornictwa.
3. Kampus Kwiatkowskiego – zlokalizowany przy ulicy Kwiatkowskiego w Koszalinie, składa się z 4 budynków. Znajduje się tam m.in. Hotel Asystenta, Wydział Nauk Ekonomicznych oraz Wydział Humanistyczny.
4. Osiedle Akademickie – zlokalizowane przy ulicy Rejtana w Koszalinie, składa się z 5 budynków.
5. Filia w Szczecinku – zlokalizowane przy ulicy Waryńskiego w Szczecinku, składa się z jednego budynku. Znajduje się tam Wydział Przemysłu Drzewnego[5].

## Historia
Uczelnia została utworzona zgodnie z rozporządzeniem Rady Ministrów z 8 czerwca 1968 jako Wyższa Szkoła Inżynierska w Koszalinie.
W Wyższej Szkole Inżynierskiej rok akademicki 1968/69 rozpoczęło 125 osób na studiach dziennych i 60 na studiach wieczorowych. Kadrę naukowo-dydaktyczną stanowiło wtedy 17 pracowników, wśród których był jeden profesor zwyczajny, czterech docentów i dwóch doktorów. Kształcenie odbywało się w 12 specjalnościach inżynierskich.
Drugi rok akademicki 1969/70 rozpoczęły 493 osoby, 335 z nich zdało egzaminy na pierwszy rok. Pierwsi absolwenci – inżynierowie – ukończyli studia w roku 1972. Przez kolejne lata liczba zarówno kadry naukowo-dydaktycznej, jak i studentów systematycznie wzrastała, Uczelnia rozszerzała swoją działalność, a jej pracownicy uzyskiwali kolejne stopnie i tytuły naukowe:
- w roku 1972 zostały wprowadzone studia magisterskie
- rok akademicki 1973/74 rozpoczęło 1577 studentów, którzy uczyli się na pięciu kierunkach: budownictwo lądowe, inżynieria środowiska, inżynieria materiałowa, mechanika oraz technika wytwarzania
- w roku 1974 zostało powołanych pięć instytutów na prawach wydziałów: Budownictwa, Inżynierii Środowiska, Inżynierii Materiałowej, Konstrukcji i Eksploatacji Maszyn, Techniki Wytwarzania; pierwszy pracownik uczelni uzyskał stopień naukowy doktora
- w roku 1977 pierwszy pracownik uczelni uzyskał stopień naukowy doktora habilitowanego
- dziesiąty rok akademicki 1977/78 w Wyższej Szkole Inżynierskiej rozpoczęło ponad 2600 osób. Na studiach dziennych uczyło się 1621, na studiach zaocznych – 836, a na wieczorowych – 159 osób
- w roku 1978 pierwszy pracownik uczelni uzyskał tytuł naukowy profesora
- w roku 1982 dotychczasowe instytuty zostały połączone w wydziały: Inżynierii Lądowej i Sanitarnej oraz Mechaniczny
- w roku 1987 Wydział Mechaniczny uzyskał prawo doktoryzowania w dyscyplinie budowa i eksploatacja maszyn
- w roku 1988 został utworzony kierunek studiów Wychowanie Techniczne
- w roku 1989 został utworzony kierunek studiów Elektronika i Telekomunikacja
- w roku 1990 powstało Nauczycielskie Kolegium Języka Angielskiego
- w roku 1993: w uczelni został nadany pierwszy stopień naukowy doktora; utworzony został kierunek studiów Zarządzanie i Marketing
- w roku 1994 zostały utworzone kierunki studiów Ekonomia oraz Automatyka i Robotyka
- w roku 1995 Wydział Budownictwa i Inżynierii Sanitarnej uzyskał prawo doktoryzowania w dyscyplinie budownictwo
- ustawą z 4 lipca 1996 roku Sejm Rzeczypospolitej Polskiej postanowił, że od 1 września 1996 roku dotychczasowa nazwa Uczelni zostaje zastąpiona mianem Politechnika Koszalińska
- w roku 1996 zostały utworzone kierunki studiów: Technika Rolnicza i Leśna, Informatyka, Wzornictwo
- w roku 1997 Instytut Elektroniki został przekształcony w Wydział Elektroniki
- w roku 1998 Wydział Elektroniki uzyskał prawo doktoryzowania w dyscyplinie elektronika
- w roku 1999 Instytut Zarządzania i Marketingu został przekształcony w Wydział Ekonomii i Zarządzania
- w roku 2000 Wydział Mechaniczny uzyskał prawo nadawania stopnia naukowego doktora habilitowanego w dyscyplinie budowa i eksploatacja maszyn i jednocześnie prawo nadawania tytułu doktora honoris causa Politechniki Koszalińskiej

W roku 2001:
- został utworzony kierunek studiów Geodezja i Kartografia
- został nadany pierwszy w historii Uczelni stopień naukowy doktora habilitowanego nauk technicznych w zakresie budowy i eksploatacji maszyn

W roku 2002
- zostały wszczęte i zakończone procedury przyznania tytułów doktora honoris causa Politechniki Koszalińskiej – profesorowi Romano Prodiemu i prof. dr hab. inż. Janowi Kaczmarkowi
- 35. rok akademicki 2002/2003 rozpoczęło 18,5 tys. studentów studiów dziennych, zaocznych, wieczorowych i doktoranckich. Studiowali na 11 kierunkach i 58 specjalnościach oraz w Nauczycielskim Kolegium Języka Angielskiego

W roku 2003:
- 27 maja odbyła się uroczystość wręczenia tytułu doktora honoris causa Politechniki Koszalińskiej prof. dr hab. inż. Janowi Kaczmarkowi

W roku 2004:
- Wydział Budownictwa i Inżynierii Środowiska uzyskał uprawnienia do nadawania stopnia naukowego doktora nauk technicznych w dyscyplinie Inżynieria Środowiska
- kierunek Wzornictwo został wyodrębniony z Wydziału Mechanicznego i został usytuowany w nowo powołanym Instytucie Wzornictwa
- w nowo powołanym Instytucie Neofilologii i Europeistyki został utworzony kierunek Filologia Germańska
- zostały wszczęte procedury przyznania tytułów doktora honoris causa Politechniki Koszalińskiej – profesorowi Pierre Marche i prof. zw. dr hab. inż. Henrykowi Hawrylakowi

W roku 2005:
- 6 maja odbyła się uroczystość wręczenia tytułu doktora honoris causa Politechniki Koszalińskiej prof. Henrykowi Hawrylakowi,
- 8 czerwca uroczystość wręczenia tytułu doktora honoris causa Politechniki Koszalińskiej prof. Pierre Marche,
- 8 czerwca – 37-lecie Politechniki Koszalińskiej,
- symboliczne przekazanie władzy rektorowi elektowi Tomaszowi Krzyżyńskiemu,

W roku 2006:
- 26 października 2006 uroczystość wręczenia tytułu doktora honoris causa Politechniki Koszalińskiej prof. Józefowi Grochowiczowi,
- uchwalenie przez Senat PK i wejście w życie nowego Statutu Politechniki Koszalińskiej

W roku 2007:
- utworzenie nowych kierunków studiów: Dziennikarstwo i Komunikacja Społeczna, Europeistyka, Finanse i Rachunkowość, Mechatronika, Inżynieria Materiałowa;
- powołanie Instytutu Mechatroniki. Nanotechnologii i Techniki Próżniowej,
- przekształcenie Instytutu Neofilologii i Europeistyki w Instytut Neofilologii i Komunikacji Społecznej,
- powołanie Instytutu Polityki Społecznej i Stosunków Międzynarodowych,
- Konferencja Rektorów Polskich Uczelni Technicznych,

W roku 2008:
- wybory władz uczelni na kadencję 2008-2012. Prof. Tomasz Krzyżyński ponownie Rektorem PK,
- utworzenie nowych kierunków studiów: Transport, Technologia Żywności i Żywienie Człowieka, Ochrona Środowiska, Edukacja Techniczno-Informatyczna,
- 7 maja – nadanie tytułu doktora honoris causa Politechniki Koszalińskiej prof. Rudolfowi Michałkowi,
- 5 czerwca – nadanie tytułu doktora honoris causa prof. Tadeuszowi Lutemu,
- 4-6 czerwca – Konferencja Rektorów Akademickich Szkół Polskich,
- 8 czerwca – obchody 40-lecia Politechniki Koszalińskiej,

W roku 2009:
- uzyskanie przez Wydział Elektroniki i Informatyki uprawnienia do nadawania stopnia naukowego doktora nauk technicznych w dyscyplinie informatyka,
- uzyskanie przez Wydział Mechaniczny uprawnienia do nadawania stopnia naukowego doktora nauk rolniczych w dyscyplinie inżynieria rolnicza,
- 10 czerwca – nadanie tytułu doktora honoris causa prof. Jarosławowi Mikielewiczowi,
- utworzenie studiów doktoranckich na Wydziale Elektroniki i Informatyki,
- listopad – rozpoczęcie budowy hali widowiskowo-sportowej w kampusie przy ul. Śniadeckich,
- uruchomienie Koszalińskiego Uniwersytetu Dziecięcego,
- utworzenie nowych kierunków studiów: Pedagogiki i Inżynierii Biomedycznej,

W roku 2010:
- przyznanie Instytutowi Mechatroniki, Nanotechnologii i Techniki Próżniowej uprawnienia do nadawania stopnia naukowego doktora nauk technicznych w dyscyplinie budowa i eksploatacja maszyn,
- przyznanie prezydentowi Koszalina Mirosławowi Mikietyńskiemu Medalu Politechniki Koszalińskiej,
- oddanie do użytku budynku naukowo-dydaktycznego Mechatroniki w kampusie uczelni przy ul. Śniadeckich.

W roku 2011:
- przyznanie Wydziałowi Elektroniki i Informatyki uprawnienia do nadawania stopnia naukowego doktora habilitowanego nauk technicznych w dyscyplinie elektronika,
- utworzenie nowych kierunków studiów: Zarządzanie i Inżynieria Produkcji, Gospodarka Przestrzenna, Wzornictwo i Mechatronika,
- oddanie do użytku budynku naukowo-dydaktycznego Inżynierii Materiałowej w kampusie uczelni przy ul. Śniadeckich.

W roku 2012:
- Wybory rektora i prorektorów. Rektorem na kadencję 2012 – 2016 został prof. dr hab. inż. Tadeusz Bohdal. Nowi prorektorzy to: prof. nadzw. dr hab. Danuta Zawadzka (prorektor ds. kształcenia); prof. nadzw. dr hab. inż. Witold Gulbiński (prorektor ds. nauki i rozwoju); prof. dr hab. Kazimierz Szymański (prorektor ds. studenckich).
- Uroczyste otwarcie kampusu uczelni przy ul. Śniadeckich. Zakończenie projektu, w ramach którego powstały budynki Mechatroniki i Inżynierii Materiałowej („G” i „H”) oraz Laboratorium Inżynierii Środowiska i Telematyki („I”).
- Uruchomienie nowych kierunków studiów: Energetyka oraz Inwestycje i Wdrożenia Przemysłowe (oba na Wydziale Mechanicznym).
- Utworzenie Instytutu Technologii i Edukacji.
- Wydział Budownictwa i Inżynierii Środowiska przekształcił się w Wydział Inżynierii Lądowej, Środowiska i Geodezji, a Instytut Ekonomii i Zarządzania – w Wydział Nauk Ekonomicznych.

W roku 2013:
- Obchody 20-lecia działalności Chóru Akademickiego Politechniki Koszalińskiej. Koncert okolicznościowy z udziałem Orkiestry Symfonicznej Filharmonii Koszalińskiej w kościele pw. Ducha Świętego w Koszalinie – 12 stycznia 2013 r.
- Największy w historii sukces sportowy Klubu AZS Politechnika Koszalińska. Zdobycie brązowego medalu w Mistrzostwach Polski w Piłce Ręcznej Kobiet – 19 maja 2013 r.
- Obrady Konferencji Rektorów Polskich Uczelni Technicznych w dniach 6 – 8 czerwca 2013 r. Gospodarzem spotkania z udziałem rektorów uczelni technicznych z całej Polski i zaproszonych gości była Politechnika Koszalińska.
- Obchody 45-lecia Politechniki Koszalińskiej w Hali Widowiskowo-Sportowej przy ulicy Śniadeckich w Koszalinie – 7 czerwca 2013 r.
- Przyznanie Medalu Politechniki Koszalińskiej Pawłowi Michalakowi, honorowemu przewodniczącemu Stowarzyszenia Wspierania Politechniki Koszalińskiej.

W roku 2014:
- Zespół Instytutu Technologii i Edukacji Politechniki Koszalińskiej zdobył Zachodniopomorskiego Nobla w kategorii nauk technicznych za realizację projektu  „Hybrydowe technologie modyfikacji narzędzi do obróbki drewna”.
- Pierwszy Bieg Politechniki Koszalińskiej.
- Projekt „Wirtualna Fizyka – Wiedza Prawdziwa” – opracowany i realizowany przez  Uczelniane Centrum Kształcenia na Odległość Politechniki Koszalińskiej – otrzymał  nagrodę w ogólnopolskim konkursie „Szkoła się opłaca”.
- Politechnika Koszalińska została wyróżniona Złotym Medalem Opiekuna Miejsc  Pamięci Narodowej przez Radę Ochrony Pamięci Walk i Męczeństwa.

W roku 2015:
- Powstały nowe jednostki: Wydział Humanistyczny oraz Wydział Technologii i  Edukacji.
- Rektor Politechniki Koszalińskiej prof. Tadeusz Bohdal został przewodniczącym  Komitetu Termodynamiki i Spalania PAN (kadencja 2015 – 2019).
- Prof. Wojciech Kacalak, były rektor Politechniki Koszalińskiej, otrzymał tytuł doktora  Honoris Causa Politechniki Poznańskiej.
- Łukasz Krzyśko z Politechniki Koszalińskiej został szefem Porozumienia Doktorantów Uczelni Technicznych.

W roku 2016:
- Wybory rektora i prorektorów. Rektorem na kadencję 2016 – 2020 został ponownie prof. dr hab. inż. Tadeusz Bohdal. Stanowiska prorektorów objęli: prof. nadzw. dr hab. Danuta Zawadzka (prorektor ds. kształcenia); prof. dr hab. inż. Witold Gulbiński (prorektor ds. nauki i rozwoju); prof. nadzw. dr hab. inż. Tomasz Królikowski (prorektor ds. studenckich).
- 20. edycja konkursu dla szkół średnich „Bieg po Indeks”.
- Politechnika Koszalińska przyznała tytuł Doktora Honoris Causa prof. Józefowi Gawlikowi z Politechniki Krakowskiej.
- Powstał Zamiejscowy Wydział Przemysłu Drzewnego w Szczecinku.
- Uruchomiono nowe kierunki studiów: Inżynieria i Automatyzacja w Przemyśle Drzewnym (Wydział Przemysłu Drzewnego) oraz Turystyka i Rekreacja (Wydział Nauk Ekonomicznych).
- Pierwsza Inauguracja Sportowego Roku Akademickiego (25 października 2016 r.)

W roku 2017:
- 15. Środkowopomorskie Targi Pracy organizowane przez Biuro Karier Politechniki Koszalińskiej.
- Politechnika Koszalińska przyznała tytuł Doktora Honoris Causa prof. Wojciechowi  Kacalakowi.
- Na Wydziale Mechanicznym otwarto Centrum Edukacji Technicznej Haas –  nowoczesną pracownię obrabiarek sterownych numerycznie.
- Politechnika Koszalińska przystąpiła do projektu Legia Akademicka, ochotniczego  szkolenia wojskowego studentów.

w roku 2018:
- Projekt pn." Program Zintegrowanych Działań na Rzecz Zwiększenia Jakości i Efektywności Kształcenia na Politechnice Koszalińskiej" znalazł się na 7. miejscu listy rankingowej konkursu na Zintegrowane Programy Uczelni. Na realizację projektu, która potrwa 4 lata, uczelnia otrzyma prawie 12 milionów złotych.
- 27 lutego – Na Wydziale Mechanicznym (kampus przy ul. Racławickiej) został otwarty zespół pracowni Laboratorium Katedry Procesów i Urządzeń Przemysłu Spożywczgo. W nowych pracowniach tematycznych (jest ich 10) mają zajęcia studenci z kierunku Technologia Żywności i Żywienie Człowieka.
- 16 maja – Na Wydziale Technologii i Edukacji (kampus przy ul. Śniadeckich) otwarto nową pracownię uczelnianą – Centrum Druku 3D i Wzornictwa. Centrum zostało wyposażone w 20 nowoczesnych drukarek 3D.
- 7-9 czerwca – 80 rektorów uczelni z całej Polski wzięło udział w posiedzeniu Prezydium i Zgromadzenia Plenarnego Konferencji Rektorów Akademickich Szkół Polskich (KRASP).
- 7 czerwca – W sali Filharmonii Koszalińskiej odbyły się uroczyste obchody 50-lecia Politechniki Koszalińskiej. Kilkudziesięciu pracowników uczelni zostało uhonorowanych odznaczeniami państwowymi, medalami Politechniki Koszalińskiej i pamiątkowymi statuetkami.
- 16 czerwca – Zjazd absolwentów Wyższej Szkoły Inżynierskiej i Politechniki Koszalińskiej był ostatnim akordem obchodów półwiecza uczelni. Byli studenci zwiedzili obiekty uczelni, wzięli udział we wspólnym pikniku absolwentów i pracowników. Wieczorem odbył się bal absolwentów.
- 21 września – W pobliżu hali sportowej na terenie kampusu przy ul. Racławickiej oficjalnie otwarto wielofunkcyjny obiekt do uprawiania sportów plażowych.
- 28 września – Politechnika Koszalińska zainaugurowała 51. rok akademicki. Uczelnia uruchomiła nowy kierunek – Logistykę na Wydziale Nauk Ekonomicznych. W sumie na Politechnice kształci się 4500 studentów.
- 28 listopada – Półwiecze obchodził Wydział Inżynierii Lądowej, Środowiska i Geodezji.

W roku 2019:
- Politechnika Koszalińska podpisała umowę o współpracy z Wojskowymi Zakładami Uzbrojenia w Grudziądzu. Porozumienie obejmuje realizację praktyk zawodowych przez studentów Wydziału Mechanicznego, Wydziału Elektroniki i Informatyki oraz Wydziału Nauk Ekonomicznych.
- Na uczelni powstanie centrum badawczo-wdrożeniowe inżynierii powierzchni, projektowania i symulacji procesów oraz badań wibroakustycznych. Całkowity koszt realizacji projektu to 3,35 miliona złotych. Dofinansowanie z Regionalnego Programu Operacyjnego Województwa Zachodniopomorskiego wyniesie 2 mln zł.
- Staże, certyfikowane szkolenia i zajęcia warsztatowe dla studentów oraz szkolenia i kursy dla pracowników dydaktycznych i kadry zarządzającej uczelni przewiduje projekt „ZINTEGROWANI – Kompleksowy Program Rozwoju Politechniki Koszalińskiej”. Na jego realizację uczelnia otrzymała 7,5 mln zł z Programu Operacyjnego „Wiedza Edukacja Rozwój 2014-2020”.
- 17 kwietnia – Wybrano pierwszą Radę Uczelni. Do zadań siedmioosobowej rady należy m.in.: opiniowanie projektów statutu i strategii uczelni, monitorowanie gospodarki finansowej i zarządzania uczelnią, wskazywanie kandydatów na rektora (po zaopiniowaniu przez Senat). W skład rady weszli prof. Dariusz Lipiński, prof. Jerzy Rembeza, prof. Robert Sidełko, Piotr Huzar (przewodniczący), Joanna Jodłowska, Piotr Bartkiewicz i Julia Małecka Nowosielska.
- 24 maja – Trzydziestolecie świętował Wydział Elektroniki i Informatyki.
- Na uczelni powstała Szkoła Doktorska.
- Zespół badawczy z Politechniki Koszalińskiej i Morskiego Instytutu Rybackiego – Państwowego Instytutu Badawczego otrzymał medal Mercurius Gedanensis na 15. Międzynarodowych Targach Przetwórstwa i Produktów Rybnych POLFISH 2019 w Gdańsku. Naukowców wyróżniono w kategorii technologia za zaprojektowanie urządzenia: patroszarki próżniowej dla całych lub odgłowionych karpi i innych karpiowatych.
- Centrum Szybkiego Prototypowania oraz Centrum Pomiaru Fizycznych i Mechanicznych Własności Materiałów Drzewnych powstaną na Politechnice Koszalińskiej. Całkowity koszt projektu wyniesie prawie 3,7 mln zł. Dofinansowanie z Regionalnego Programu Operacyjnego Województwa Zachodniopomorskiego wyniesie 2,2 mln zł[6].

W roku 2020:
- Pierwsze w historii Politechniki Koszalińskiej wybory rektora drogą elektroniczną. Najwyższe stanowisko w uczelnie obejmie z dniem 1 września dr hab. Danuta Zawadzka, prof. PK[7][8].

W roku 2023:
- W obecności Prezydenta Rzeczypospolitej Polskiej Andrzeja Dudy oraz Ministra Edukacji i Nauki Przemysława Czarnka, wmurowano kamień węgielny pod budowę Centrum Wiedzy Cognitarium Politechniki Koszalińskiej – nowego budynku kampusu przy ulicy Śniadeckich, w którym znajdzie się siedziba uczelnianej biblioteki głównej, archiwum, sal wykładowych i sal do pracy indywidualnej, będzie również miejsce na księgarnię akademicką, punkty usługowe wspierające korzystanie ze zbiorów, sale wystawowe dla zbiorów specjalnych, historycznych oraz dla prezentacji osiągnięć naukowych[9][10][11][12].
- Politechnika Koszalińska będzie kształcić kadrę dla branży energetyki jądrowej jako jedna z dziesięciu uczelni wyższych w Polsce. Studenci uzyskają m.in. dostęp do Narodowego Centrum Badań Jądrowych oraz będą mieli możliwość odbywania praktyk zawodowych  z zakresu energetyki jądrowej[13][14][15].

Ustawą z 4 lipca 1996 Sejm Rzeczypospolitej Polskiej postanowił, że od 1 września 1996 dotychczasowa nazwa uczelni zostanie zastąpiona mianem „Politechnika Koszalińska”.
Według webometrycznego rankingu uniwersytetów świata ze stycznia 2015, pokazującego zaangażowanie instytucji akademickich w Internecie, uczelnia zajmuje 15. miejsce w Polsce wśród uczelni technicznych, a na świecie 2190. pośród wszystkich typów uczelni.
Politechnika posiada uprawnienia do nadawania stopni naukowych doktora habilitowanego w 3 dyscyplinach i doktora w 7 dyscyplinach. Ponadto ma 500 nauczycieli akademickich, w tym: 49 profesorów tytularnych, 56 doktorów habilitowanych, 200 doktorów.
Poszczególne jednostki politechniki rozproszone są na terenie całego Koszalina. Rektorat, Wydział Elektroniki i Informatyki oraz Wydział Inżynierii Lądowej, Środowiska i Geodezji znajdują się przy ul. Śniadeckich. Wydział Architektury i Wzornictwa oraz Wydział Mechaniczny mieszczą się przy ul. Racławickiej. Natomiast na kampusie zlokalizowanym przy ul. Kwiatkowskiego znajdują się Wydział Humanistyczny oraz Wydział Nauk Ekonomicznych Od 2015 roku w Szczecinku działa Filia Politechniki Koszalińskiej (wcześniej jako Wydział Przemysłu Drzewnego)
Uczelnia posiada cztery domy studenckie – DS1 Hades, DS2 Olimp, DS3 Neptun i DS4 Zeus – posiadające w sumie 1200 miejsc dla studentów. Uczelnia posiada również Hotel Asystenta
W latach 1972 – 2016 na terenie domów studenckich przez radiowęzeł, a później drogą internetową nadawało swój program prowadzone przez studentów Radio „Jantar”.
Od 1987 do 2016 na osiedlu akademickim funkcjonował klub studencki "Kreślarnia"

## Poczet rektorów
1. doc. mgr inż. Jerzy Smoleński (1968–1978)
2. prof. dr inż. Jan Filipkowski (1978–1981)
3. prof. dr hab. inż. Józef Aleksander Borkowski (1981–1987)
4. prof. dr hab. inż. Zdzisław Piątek (1987–1993)
5. prof. dr hab. inż. Wojciech Kacalak (1993–1999)
6. prof. dr hab. inż. Krzysztof Wawryn (1999–2005)
7. prof. dr hab. inż. Tomasz Krzyżyński (2005–2012)
8. prof. dr hab. inż. Tadeusz Bohdal (2012–2020)
9. dr hab. Danuta Zawadzka, prof. PK (od 2020)

## Władze uczelni
W kadencji 2020–2024:
| Stanowisko                | Imię i nazwisko                           |
| ------------------------- | ----------------------------------------- |
| Rektor                    | dr hab. Danuta Zawadzka, prof. PK         |
| Prorektor ds. nauki       | dr hab. inż. Błażej Bałasz, prof. PK      |
| Prorektor ds. studenckich | dr hab. inż. Tomasz Królikowski, prof. PK |
| Prorektor ds. kształcenia | dr hab. Krzysztof Wasilewski, prof. PK    |
| Kanclerz                  | dr inż. Artur Wezgraj                     |

## Struktura organizacyjna
W skład Politechniki Koszalińskiej wchodzi sześć wydziałów:
- Wydział Architektury i Wzornictwa
- Wydział Elektroniki i Informatyki
- Wydział Humanistyczny
- Wydział Inżynierii Lądowej, Środowiska i Geodezji
- Wydział Inżynierii Mechanicznej i Energetyki
- Wydział Nauk Ekonomicznych

Uczelnia posiada również międzywydziałowe Centra:
1. Uczelniane Centrum Kształcenia na Odległość StudiaNET
2. Uczelniane Centrum Technologii Informatycznych (UCTI).

- Filia Politechniki Koszalińskiej w Szczecinku
- Szkoła Doktorska

## Kierunki kształcenia

### Wydział Architektury i Wzornictwa
Dostępne kierunki:
- Architektura wnętrz (studia I i II stopnia)
- Wzornictwo (studia I i II stopnia)

### Wydział Elektroniki i Informatyki
Dostępne kierunki:
- Elektronika i Telekomunikacja (studia I i II stopnia)
- Informatyka (studia I i II stopnia)

### Wydział Humanistyczny
Dostępne kierunki:
- Dziennikarstwo i Komunikacja Społeczna (studia I stopnia)
- Europeistyka (studia I i II stopnia)
- Filologia angielska (studia I i II stopnia)
- Filologia germańska (studia I stopnia)
- Pedagogika (studia I i II stopnia)
- Politologia 2.0 (studia I stopnia)

### Wydział Inżynierii Lądowej, Środowiska i Geodezji
Dostępne kierunki:
- Budownictwo (studia I i II stopnia)
- Geodezja i Kartografia (studia I i II stopnia)
- Geoinformatyka (studia II stopnia)
- Inżynieria Środowiska (studia II stopnia)
- Ochrona Klimatu (studia I stopnia)
- Sieci i Instalacje Budowlane (studia I stopnia)

### Wydział Inżynierii Mechanicznej i Energetyki
Dostępne kierunki:
- Bioanalityka Chemiczna (studia I stopnia)
- Elektroenergetyka (studia II stopnia)
- Energetyka (studia I i II stopnia)
- Inżynieria biomedyczna (studia I stopnia)
- Jakość i bezpieczeństwo żywności (studia I stopnia)
- Mechanika i Budowa Maszyn (studia I i II stopnia)
- Mechatronika (studia I i II stopnia)
- Technologia Żywności i Żywienie Człowieka (studia I i II stopnia)
- Transport (studia I stopnia)
- Zarządzanie i Inżynieria Produkcji (studia I i II stopnia)

### Wydział Nauk Ekonomicznych
Dostępne kierunki:
- Analityka biznesowa (studia II stopnia)
- Ekonomia (studia I i II stopnia)
- Finanse i Rachunkowość (studia I i II stopnia)
- International Business (studia I stopnia)
- Logistyka (studia I stopnia)
- Turystyka i Rekreacja (studia I stopnia)
- Zarządzanie (studia I i II stopnia)

### Filia w Szczecinku
Dostępne kierunki:
- Inżynieria i Automatyzacja w Przemyśle Drzewnym (studia I stopnia)